# Circuito Internacional de Penbay
O Circuito Internacional de Penbay é um autódromo localizado em Pingtung, em Taiwan, possui 3,527 km de extensão, foi inaugurado em 2011.